# Trichophthalma lutea
Trichophthalma lutea är en tvåvingeart som beskrevs av Paramonov 1953. Trichophthalma lutea ingår i släktet Trichophthalma och familjen Nemestrinidae. Inga underarter finns listade i Catalogue of Life.